# World Trigger
World Trigger (Nhật: ワールドトリガー Hepburn: Wārudo Torigā), hay gọi tắt là WorTri (Nhật: ワートリ Hepburn: Wātori) là một series truyện tranh Nhật Bản được viết và minh họa bởi Ashihara Daisuke, ban đầu được đăng ở Weekly Shōnen Jump từ tháng 2 năm 2013 đến tháng 11 năm 2018, và sau đó được chuyển sang Jump Square từ tháng 12 năm 2018. Nhà xuất bản Kim Đồng hiện giữ bản quyền phát hành truyện tại Việt Nam. Bộ truyện được chuyển thể thành anime bởi Toei Animation và bắt đầu phát sóng từ tháng 10 năm 2014 đến tháng 1 năm 2022.

## Cốt Truyện
Một ngày nọ ở Thành phố Mikado (三門市 (Tam Môn thị) Mikado-shi) với 280 000 cư dân, một "cánh cổng" đến một thế giới khác đột nhiên được mở ra. Quái vật được đặt tên là "Neighbor" (近界民 (Cận giới dân) Neibā, n.đ. '"Cư dân thế giới liền kề"') bắt đầu xuất hiện từ cánh cổng này. Lúc đầu loài người bị choáng ngợp khi phát hiện vũ khí của họ vô tác dụng đối với những Neighbor, cho đến khi một tổ chức bí ẩn có thể đẩy lùi các cuộc tấn công của Neighbor xuất hiện. Tổ chức này được gọi là Cơ quan Quốc phòng, hay "Border" (Biên Giới), và đã chiếm đoạt được công nghệ của Neighbor là những "Trigger", cho phép người dùng truyền dẫn Trion, năng lượng bên trong bản thân, và sử dụng nó làm vũ khí hoặc cho những mục đích khác. Bằng cách kích hoạt một Trigger, cơ thể của người dùng được thay thế bằng một cơ thể chiến đấu mạnh hơn và có khả năng chống chịu cao hơn được làm bằng trion. Các thành viên của Border được chia thành ba cấp, A, B và C, chỉ một vài thành viên hạng A sở hữu những Trigger đặc biệt, với sức mạnh có thể sánh ngang những Trigger của Neighbor.
Bốn năm sau khi cánh cổng được mở, người dân ở thành phố Mikado đã quen với những trận chiến với Neighbor, và ít nhiều đã trở lại với cuộc sống hàng ngày của họ. Border đã trở nên nổi tiếng. Một ngày nọ, một học sinh tóc trắng bí ẩn tên là Kuga Yūma (空閑 遊真) chuyển đến một ngôi trường ở thành phố này. Kuga thực tế là một Neighbor mạnh mẽ với hình dạng con người, một sự thật mà Kuga muốn giấu khỏi Border. Trong trường, Kuga gặp một học sinh khác, Mikumo Osamu (三雲 修), người thực ra là một thực tập sinh hạng C ở Border. Vì Kuga hoàn toàn không biết gì về cuộc sống ở thành phố Mikado, trách nhiệm hướng dẫn Kuga rơi vào vai Mikumo, đồng thời với trách nhiệm ngăn không cho bí mật của Kuga bị Border phát hiện ra.

## Truyền thông

### Truyện Tranh
Bộ truyện tranh được viết và minh họa bởi Ashihara Daisuke. Các chương riêng lẻ đã được đăng theo kỳ trên Weekly Shōnen Jump từ tháng 2 năm 2013, và được tập hợp thành các tập tankōbon do Shueisha xuất bản. Tính đến tháng 2 năm 2025, hai mươi tám tập đã được phát hành tại Nhật Bản. Viz Media đã cấp phép cho bộ truyện. Do vấn đề sức khỏe tác giả, bộ truyện đã bị tạm ngưng sau số thứ 50 của tạp chí Weekly Shōnen Jump năm 2016. Bộ truyện đã trở lại trên Weekly Shōnen Jump số 48, vào ngày 29 tháng 10 năm 2018 và được tiếp tục cho đến khi số 52 của tạp chí vào ngày 26 tháng 11, sau đó nó được chuyển sang tạp chí Jump Square vào ngày 4 tháng 12 năm 2018.

### Anime
Một bộ anime chuyển thể từ World Trigger đã được công bố vào ngày 27 tháng 5 năm 2014 và được bắt đầu phát sóng vào tháng 10 năm 2014. Bộ anime được sản xuất bởi Toei Animation, Hongo Mitsuru là đạo diễn và Yoshino Hiroyuki giữ vai trò sắp xếp/tổng hợp kịch bản. Kaiya Toshihisa và Tsuruta Hitomi chỉ đạo thiết kế nhân vật và hoạt hoạ, và Kawai Kenji soạn nhạc nền. Tháng 8 năm 2014, trang web chính thức của bộ anime đã thông báo dàn diễn viên lồng tiếng chính. Trang web cũng tiết lộ rằng bộ anime sẽ được phát trên TV Asahi. Phần diễn viên còn lại cũng được tiết lộ. Cùng tháng, tạp chí Weekly Shōnen Jump số 37-38 tiết lộ bổ sung Nakamura Yūichi vào vai Jin Yuichi. Bộ phim dự kiến sẽ kéo dài 50 tập, nhưng cuối cùng có đến 73 tập.
Bộ ba Sonar Pocket của Nagoya thực hiện bài hát mở đầu cho mùa đầu tiên của anime, "GIRIGIRI" (ギリギリ lit. "Borderline") "Đường biên giới"). Giống như trong hầu hết anime được phát trên TV Asahi, anime World Trigger kết hợp tất cả danh đề phim (credits) vào phần bài hát mở đầu nên nó không có bài hát kết thúc.
Vào mùa hè năm 2015, sự kiện " World Trigger Natsu Matsuri 2015" (Hội Hè World Trigger 2015) đã công bố World Trigger: Isekai Kara no Tōbōsha, một bộ truyện hoàn toàn mới với cốt truyện riêng biệt không có trong bộ truyện gốc, với các nhân vật và ý tưởng truyện mới. "Bộ truyện mới" này sau đó đã trở thành một tình tiết mới trong anime, có tên "Fugitive Arc", chạy từ tập 49 đến 63.
Tại sự kiện Jump Festa '20, anime được công bố sẽ có mùa thứ hai, các diễn viên lồng tiếng trở lại đảm nhiệm vai cũ của họ và Toei Animation tiếp tục sản xuất loạt phim. Hatano Morio là đạo diễn mới cho anime, các nhân sự còn lại vẫn được giữ nguyên. Mùa hai chiếu vào khung giờ NUMAnimation của TV Asahi từ ngày 10 tháng 1 đến ngày 4 tháng 4 năm 2021 với 12 tập. Bài hát mở đầu là "Force" thể hiện bởi ban nhạc TXT, bài hát kết thúc là "Mirai Eigō" (未来永劫) thể hiện bởi Kami wa Saikoro o Furanai.
Tại Jump Festa '21, mùa thứ ba được công bố.  Mùa thứ ba chiếu từ ngày 10 tháng 10 năm 2021 đến ngày 23 tháng 1 năm 2022 với 14 tập. Nhân sự được giữ nguyên. Bài hát mở đầu là "Time Factor" (タイムファクター Taimu Fakutā) thể hiện bởi Kami wa Saikoro o Furanai, trong khi bài hát kết thúc là "Ungai Dōkei" (雲外憧憬) thực hiện bởi Fantastic Youth.
Vào tháng 7 năm 2015, Toei thông báo rằng họ sẽ sản xuất một bản anime lồng tiếng Anh với Ocean Productions. Bộ anime này bắt đầu phát sóng tại Hoa Kỳ trên Primo TV vào ngày 16 tháng 1 năm 2017.

### Trò chơi điện tử
Một trò chơi thể loại hành động trên PlayStation Vita do Artdink phát triển có tựa đề World Trigger: Borderless Mission đã được phát hành tại Nhật Bản vào ngày 17 tháng 9 năm 2015. Một trò chơi trên iOS và Android được phát triển bởi Ganbarion có tựa đề World Trigger: Smash Border đã được phát hành vào ngày 21 tháng 7 năm 2015. Sau đó, trò chơi này đã được phát hành trên PlayStation Vita vào ngày 17 tháng 2 năm 2016. Cả hai trò chơi đều được sản xuất bởi Bandai Namco Games.

## Tiếp nhận cộng đồng
Vào đầu năm 2016, một cuộc khảo sát do Oricon thực hiện cho thấy World Trigger xếp hạng thứ 18 các bộ truyện tranh bán chạy nhất Nhật Bản, với khoảng 2.234.851 bản được bán ra. Rebecca Silverman của Anime News Network nói rằng " World Trigger là một bộ truyện tranh thú vị khi đã phân phối thông tin trong bộ truyện một cách hữu cơ thay vì đưa ra quá nhiều thông tin cùng lúc."  Trong cuộc thăm dò ý kiến của độc giả năm 2016 trên goo, bộ truyện xếp hạng thứ năm dựa trên khả năng nhất để trở thành bộ truyện thường kỳ trên Weekly Shonen Jump.
Tuy nhiên, bộ anime đã nhận được nhiều lời chỉ trích xuất phát từ cách chuyển thể của Toei. Gabriella Ekens từ Anime News Network gọi việc chuyển thể là "không xứng tầm" và "khó hiểu", nói rằng " World Trigger không phải là một bộ anime tồi, nhưng đây là một sự chuyển thể tồi tệ."  Bộ anime này xếp thứ 10 trong top 100 bộ anime truyền hình hàng đầu của Liên hoan Anime Tokyo năm 2016. Trong cuộc bầu chọn 100 anime hàng đầu của NHK, World Trigger đã xếp hạng 158 trên 400, bằng số phiếu với Thám tử Conan: Cơn ác mộng đen tối nhất.